# Dwór w Przepiórowie
Dwór w Przepiórowie – dwór szlachecki znajdujący się w Przepiórowie, w gminie Iwaniska, w powiecie opatowskim, w województwie świętokrzyskim.
Dwór został zbudowany na początku XIX wieku. Jednym z jego właścicieli był Ignacy Prądzyński, polski wojskowy, wódz naczelny powstania listopadowego, inżynier i autor projektu budowy Kanału Augustowskiego. Pierwotny dworek był drewniany; spłonął w 1915 roku, gdy w pobliżu Przepiórowa toczyły się walki między wojskami austro-węgierskimi a rosyjskimi. Dwór został odbudowany przez rodzinę Rytlów. Dworek jest parterowy z mansardowym dachem i czterokolumnowym portykiem od strony północnej; wzniesiony na planie prostokąta. Po II wojnie światowej w dworku znajdowała się szkoła i filia Gminnej Biblioteki Publicznej w Iwaniskach.
Dwór jest otoczony parkiem. W pobliżu dworku znajduje się figura Matki Boskiej z 1926 roku i obelisk upamiętniający bój o Przepiórów toczący się w ramach bitwy pod Konarami. Zespół dworski jest wpisany do rejestru zabytków nieruchomych.